# 马罗克
马罗克，是匈牙利巴兰尼亚州所辖的一个村。总面积15.93平方公里，总人口437，人口密度27.4人/平方公里（2011年1月1日）。